# 史杰鹏
史杰鹏（1971年—），男，江西南昌人，原北京师范大学副教授。

## 早年
2004年在北京师范大学获博士学位，1997年至2017年在北京师范大学工作，主要研究方向为古文字学、训诂学以及先秦两汉文献学。除担任教学工作外，史杰鹏还是历史小说作家，著有《亭长小武》等文学著作，其网名为“梁惠王”的新浪微博拥有众多支持者。

## 言论
1. 2012年4月11日9:57，上中学的时候，我认为租界啊使馆啊领馆啊，是帝国主义侵略祖国的前沿阵地。后来我知道，那些是保护普通中国人的前沿阵地，也是为普通屁民保护某些真相的基地。[2]
2. 2012年9月5日9:59，什么爱国教育，什么国民教育，都是扯淡。即使这种东西不无聊不无耻，用得着开一门课？你要了解你所生活的土地和世界，有地理课。要了解自己和其他民族的过去，有历史课。要了解生为一个人的权利和义务，有政治课（不是我们这种洗脑政治课）。作为一个公民活着，就足够了，不需要作为一个爱国者活着。[2]
3. 2013年10月1日22:27，我没有什么祖国，我只有故乡。动辄抒发祖国云云，实在是一种脑残自怜的方式，非常可笑。[2]
4. 史杰鹏亦曾在网路嘲讽中共的意识形态洗脑教育等做法，反对香港推行国民教育及称「港人非中国人」，此举更为港人所熟识。[3]

## 解聘
2017年7月，北京师范大学人事处公布了《关于给予史杰鹏解聘处理的决定》。该公告称史杰鹏在微博、微信发表的言论“与主流价值观不一致”，“逾越意识形态管理红线，违反政治纪律”，决定予以解聘。这一消息一经披露立即在中国大陆的社交媒体中引发了争议。中国人民大学政治学教授张鸣对媒体表示，因在新浪微博发表支持史杰鹏的言论，其微博帐户被禁言180天。目前史杰鹏的身份是自由作家。